# The Prime Movers
The Prime Movers foi uma banda de rock formada em Ann Arbor, Michigan no ano de 1965. A banda originalmente tinha como integrantes Michael Erlewine (vocais, harmónica), Dan Erlewine (guitarra), Robert Sheff (teclado), Robert Vinopal (baixo) e Michael "Spider" Wynn (bateria). Vinopal ficou na banda por pouco tempo e foi substituído por Jack Dawson. Wynn também saiu da banda e foi substituído por James Osterberg, na época baterista do The Iguanas, mais tarde se tornaria famoso sob o apelido Iggy Pop.

## História
O The Prime Movers tocou pela região do meio-oeste dos Estados Unidos. Em 1966, a banda frequentou clubes de blues em Chicago onde tiveram a oportunidade de ver músicos como Little Walter, Magic Sam e Big Walter Horton se apresentarem ao vivo. Descobertos por uma subsidiária da Motown Records que queria promovê-los como uma banda de garotos brancos que tocavam "música negra", eles se recusaram a cooperar, preferindo estudar e tocar o estilo clássico do chicago blues ao invés de músicas compostas pela gravadora. A consequência disso foi eles nunca terem feito gravações profissionais. Foram feitas somente gravações amadoras pela banda e por fãs. Essas gravações foram descobertas recentemente, e incluem Iggy Pop cantando a música "I'm a Man" de Muddy Waters.
Eles colaboraram significantemente para os dois primeiros festivais "Ann Arbor Blues" de 1969 e 1970, que foram os primeiros e maiores festivais de blues do país. Michael Erlewine entrevistou vários dos artistas e o espírito dos festivais fez com que fosse levada adiante a ideia que alavancou o "Ann Arbor Blues & Jazz Festival"" com edições nos anos de 1972, 1973 e 1974. Alguns membros da banda se envolveram na edição de 1972.
Em 1967, A banda fez uma turnê pela costa oeste e passou o Verão do Amor em San Francisco, morando no Heliporto de Sausalito e tocando em lugares como The Matrix, The Straight Theater, the Haight A, New Orleans House e The Fillmore West, onde abriram um show para o Cream.
Com o tempo a banda se tornou conhecida localmente tendo como único integrante fixo Michael Erlewine, que convidava amigos para tocar nos shows. Frequentemente dividiam a noite com o MC5 em clubes de Detroit como Grande Ballroom, Living End, Chessmate e Wisdom Tooth. Também se apresentaram diversas vezes no Mother Blues em Chicago e outros clubes de Michigan como 5th Dimension, Mothers, Schwaben Inn, Depot House, Town Bar, Clint’s Club e Mr. Flood’s Party.
Iggy Pop foi substituído por Jesse Crawford no começo de 1967. A banda passou por diversas formações, cerca de 37 integrantes passaram pela banda, que teve seu fim em 1970. Os irmãos Erlewine continuaram tocando na região de Ann Arbor por um tempo, Michael chegou a tentar carreira solo como pianista e mais tarde ficou famoso ao fundar o All-Music Guide em 1991.